# Generatorski gasovi
Rafinerijski gasovi su gasovi koji se dobijaju procesom gasifikacije uglja, gorivih škriljaca, drveta i dr.
Gasifikacija je suštinski nepotpuno sagorevanje. Obavlja se u  gasnim generatorima.
Postoje pokušaji ostvarivanja podzemne gasifikacije, što je praktično "ispiranje" ležišta uglja zbog dobijanja generatorskog gasa direktno na nalazištu.
Po hemijskom sastavu generatorski gasovi su mešavina azota, ugljenmonoksida, ugljendioksida, kiseonika, vodonika i metana, čije koncentracije zavise od postupka primenjenog za dobijanje i polaznog goriva.
Zajedno sa destilacionim gasovima spadaju u gasovita goriva proizvedena od čvrstih goriva.
S druge strane, prema čvrstom gorivu od kog su proizvedena, mogu se ubrojiti u fosilna goriva ili biogoriva.